# Eksholm (naturreservat)
Eksholm är ett naturreservat i Svedala kommun i Skåne län inrättat 2003. Området är 26 hektar och består av sjön Eksholmssjön och bokskogen omkring denna. 
I naturreservatet lever bland annat ekoxen.
Skåneleden går genom reservatet. I anslutning till sjön finns en rastplats med vindskydd och grillplats.